# Marathon van Turijn 1990
De marathon van Turijn 1990 vond plaats op zondag 30 september 1990. Het was de vierde editie van deze marathon. Er werd gestart in Susa en gefinisht in Avigliana. De wedstrijd stond bekend als Susavigliana Marathon. In totaal finishten 120 deelnemers.
De wedstrijd bij de mannen werd gewonnen door de Italiaan Gianni Truschi in 2:13.17. Hij had op de finish slechts een seconde voorsprong op zijn landgenoot Walter Durbano. Bij de vrouwen was de Italiaanse Cinzia Allasia het snelste; zij won de wedstrijd in 2:52.28.

## Uitslagen

### Mannen
| rang   | naam            | land | tijd    |
| ------ | --------------- | ---- | ------- |
| Goud   | Gianni Truschi  | ITA  | 2:13.17 |
| Zilver | Walter Durbano  | ITA  | 2:13.18 |
| Brons  | Neji Maklouf    | TUN  | 2:13.55 |
| 4      | Ian Haggen      | ENG  | 2:16.32 |
| 5      | Zoltan Szabo    | HUN  | 2:21.12 |
| 6      | Abdellah Sbaiti | MAR  | 2:22.29 |

### Vrouwen
| rang | naam           | land | tijd    |
| ---- | -------------- | ---- | ------- |
| Goud | Cinzia Allasia | ITA  | 2:52.28 |
| 5    | Erica Gattuso  | ITA  | 3:50.12 |

1974 ·
1975 ·
1976 ·
1977 ·
1978 ·
1979 ·
1980 ·
1981 ·
1982 ·
1983 ·
1984 ·
1985 ·
1986 ·
1987 ·
1988 ·
1989 ·
1990 ·
1991 ·
1992 ·
1993 ·
1994 ·
1995 ·
1996 ·
1997 ·
1998 ·
1999 ·
2000 ·
2001 ·
2002 ·
2003 ·
2004 ·
2005 ·
2006 ·
2007 ·
2008 ·
2009 ·
2010 ·
2011 ·
2012 ·
2013 ·
2014 ·
2015 ·
2016 ·
2017